# Gran Premio motociclistico del Belgio 1990
Il Gran Premio motociclistico del Belgio 1990 fu il nono appuntamento del motomondiale 1990, si svolse il 7 luglio 1990 sul circuito di Spa-Francorchamps e vide la vittoria di Wayne Rainey nella classe 500, di John Kocinski nella classe 250, di Hans Spaan nella classe 125 e di Egbert Streuer/Geral de Haas nei sidecar.
Disputato al sabato per evitare concomitanze con altri avvenimenti sportivi importanti quali il GP di Francia di Formula 1 e la finale del Torneo di Wimbledon, questa edizione si rivelerà l'ultimo Gran Premio motociclistico del Belgio che esce dal calendario del motomondiale dopo 41 edizioni.

## Classe 500
In una gara disturbata dalla pioggia, lo statunitense Wayne Rainey ha ottenuto il quinto successo della stagione, aumentando così anche il suo vantaggio in classifica generale che ora è di 35 punti sul connazionale Kevin Schwantz.

### Arrivati al traguardo
| Pos. | Pilota               | Moto   | Tempo     | Griglia | Punti |
| ---- | -------------------- | ------ | --------- | ------- | ----- |
| 1    | Wayne Rainey         | Yamaha | 50.29.205 | 2       | 20    |
| 2    | Jean-Philippe Ruggia | Yamaha | 50.33.755 | 10      | 17    |
| 3    | Eddie Lawson         | Yamaha | 50.49.771 | 3       | 15    |
| 4    | Christian Sarron     | Yamaha | 51.14.463 | 6       | 13    |
| 5    | Alex Barros          | Cagiva | 51.20.265 | 14      | 11    |
| 6    | Michael Doohan       | Honda  | 51.47.226 | 4       | 10    |
| 7    | Kevin Schwantz       | Suzuki | 51.49.896 | 1       | 9     |
| 8    | Ron Haslam           | Cagiva | 51.52.801 | 13      | 8     |
| 9    | Juan Garriga         | Yamaha | 51.53.278 | 9       | 7     |
| 10   | Wayne Gardner        | Honda  | 52.19.725 | 5       | 6     |
| 11   | Norihiko Fujiwara    | Yamaha | 52.31.140 | 11      | 5     |
| 12   | Niall Mackenzie      | Suzuki | 52.49.265 | 7       | 4     |
| 13   | Eddie Laycock        | Honda  | 1 giro    | 17      | 3     |
| 14   | Karl Truchsess       | Honda  | 2 giri    | 18      | 2     |
| 15   | Cees Doorakkers      | Honda  | 2 giri    | 19      | 1     |

### Ritirati
| Pilota           | Moto   | Motivo | Griglia |
| ---------------- | ------ | ------ | ------- |
| Randy Mamola     | Cagiva |        | 8       |
| Vittorio Scatola | Paton  |        | 16      |

### Non partito
| Pilota              | Moto  | Motivo | Griglia |
| ------------------- | ----- | ------ | ------- |
| Pierfrancesco Chili | Honda |        | 12      |

### Squalificato
| Pilota     | Moto  | Motivo | Griglia |
| ---------- | ----- | ------ | ------- |
| Marco Papa | Honda |        | 15      |

### Non qualificato
| Pilota              | Moto  |
| ------------------- | ----- |
| Nicholas Schmassman | Honda |

## Classe 250
Anche nella quarto di litro il campionato appare ben delineato: lo statunitense John Kocinski si è imposto per la quinta volta nella stagione, portando il suo vantaggio in classifica generale a 27 punti sullo spagnolo Carlos Cardús.

### Arrivati al traguardo
| Pos. | Pilota             | Moto    | Tempo     | Griglia | Punti |
| ---- | ------------------ | ------- | --------- | ------- | ----- |
| 1    | John Kocinski      | Yamaha  | 42.52.467 | 1       | 20    |
| 2    | Didier de Radiguès | Aprilia | 43.03.508 | 2       | 17    |
| 3    | Carlos Cardús      | Honda   | 43.05.023 | 4       | 15    |
| 4    | Carlos Lavado      | Aprilia | 43.10.346 | 7       | 13    |
| 5    | Jacques Cornu      | Honda   | 43.23.649 | 3       | 11    |
| 6    | Loris Reggiani     | Aprilia | 43.28.649 | 5       | 10    |
| 7    | Alberto Puig       | Yamaha  | 43.33.159 | 15      | 9     |
| 8    | Paolo Casoli       | Yamaha  | 43.38.317 | 16      | 8     |
| 9    | Masahiro Shimizu   | Honda   | 43.42.992 | 13      | 7     |
| 10   | Jochen Schmid      | Honda   | 43.56.306 | 10      | 6     |
| 11   | Adrien Morillas    | Aprilia | 44.05.053 | 20      | 5     |
| 12   | Corrado Catalano   | Aprilia | 44.40.186 | 9       | 4     |
| 13   | Bernd Kassner      | Yamaha  | 44.40.680 | 19      | 3     |
| 14   | Renzo Colleoni     | Aprilia | 44.40.980 | 22      | 2     |
| 15   | Jean Foray         | Yamaha  | 44.41.662 | 31      | 1     |
| 16   | Harald Eckl        | Aprilia | 44.41.929 | 23      |       |
| 17   | Kevin Mitchell     | Yamaha  | 44.50.496 | 28      |       |
| 18   | Urs Jücker         | Yamaha  | 44.51.075 | 27      |       |
| 19   | Andrea Borgonovo   | Aprilia | 45.17.685 | 17      |       |
| 20   | Marcellino Lucchi  | Aprilia | 46.03.860 | 18      |       |
| 21   | Alain Bronec       | Aprilia | 1 giro    | 25      |       |

### Ritirati
| Pilota            | Moto     | Motivo | Griglia |
| ----------------- | -------- | ------ | ------- |
| Àlex Crivillé     | Yamaha   |        | 14      |
| Rachel Nicotte    | Yamaha   |        | 29      |
| José Barresi      | Yamaha   |        | 30      |
| Wilco Zeelenberg  | Honda    |        | 8       |
| Luca Cadalora     | Yamaha   |        | 6       |
| Jorge Martínez    | JJ Cobas |        | 21      |
| Martin Wimmer     | Aprilia  |        | 12      |
| Andreas Preining  | Honda    |        | 11      |
| Bernard Haenggeli | Aprilia  |        | 24      |
| Hans Becker       | Yamaha   |        | 26      |

## Classe 125

### Arrivati al traguardo
| Pos. | Pilota              | Moto      | Tempo     | Griglia | Punti |
| ---- | ------------------- | --------- | --------- | ------- | ----- |
| 1    | Hans Spaan          | Honda     | 39.11.610 | 2       | 20    |
| 2    | Loris Capirossi     | Honda     | 39.11.785 | 6       | 17    |
| 3    | Bruno Casanova      | Honda     | 39.50.377 | 5       | 15    |
| 4    | Stefan Prein        | Honda     | 39.57.962 | 4       | 13    |
| 5    | Julián Miralles     | JJ Cobas  | 40.07.266 | 16      | 11    |
| 6    | Dirk Raudies        | Honda     | 40.09.202 | 30      | 10    |
| 7    | Adi Stadler         | JJ Cobas  | 40.09.851 | 7       | 9     |
| 8    | Fausto Gresini      | Honda     | 40.15.888 | 9       | 8     |
| 9    | Robin Appleyard     | Honda     | 40.17.841 | 24      | 7     |
| 10   | Robin Milton        | Honda     | 40.25.295 | 25      | 6     |
| 11   | Doriano Romboni     | Honda     | 40.26.870 | 3       | 5     |
| 12   | Maurizio Vitali     | Gazzaniga | 40.30.593 | 11      | 4     |
| 13   | Alfred Waibel       | Honda     | 40.31.885 | 22      | 3     |
| 14   | Hans Koopman        | Honda     | 40.36.960 | 23      | 2     |
| 15   | Gabriele Debbia     | Aprilia   | 40.37.533 | 12      | 1     |
| 16   | Hisashi Unemoto     | Honda     | 40.38.011 | 19      |       |
| 17   | Emilio Cuppini      | Honda     | 41.00.044 | 15      |       |
| 18   | Antonio Sánchez     | JJ Cobas  | 41.08.384 | 28      |       |
| 19   | Johnny Wickström    | JJ Cobas  | 41.32.453 | 10      |       |
| 20   | Stefan Kurfiss      | Honda     | 41.32.834 | 17      |       |
| 21   | Hubert Abold        | Rotax     | 41.37.486 | 32      |       |
| 22   | Alessandro Gramigni | Aprilia   | 42.12.907 | 14      |       |
| 23   | Jos van Dongen      | Honda     | 1 giro    | 36      |       |

### Ritirati
| Pilota            | Moto     | Motivo | Griglia |
| ----------------- | -------- | ------ | ------- |
| Jorge Martínez    | JJ Cobas |        | 1       |
| Ralf Waldmann     | Rotax    |        | 13      |
| Mike Edwards      | Honda    |        | 20      |
| Stefan Dörflinger | Aprilia  |        | 21      |
| Peter Öttl        | Rotax    |        | 33      |
| Heinz Lüthi       | Honda    |        | 8       |
| Bady Hassaine     | Honda    |        | 34      |
| Thierry Feuz      | Honda    |        | 35      |
| Manuel Herreros   | JJ Cobas |        | 27      |
| Manuel Hernández  | Honda    |        | 26      |
| Peter Galvin      | Honda    |        | 31      |
| Flemming Kistrup  | Honda    |        | 29      |
| Jaime Mariano     | Casal    |        | 18      |

### Non qualificati
| Pilota           | Moto    |
| ---------------- | ------- |
| Hervé Duffard    | Honda   |
| José Saez        | Honda   |
| Steve Patrickson | Honda   |
| Mike Leitner     | Honda   |
| Taru Rinne       | Honda   |
| Zdravko Matulja  | Honda   |
| Allan Scott      | Honda   |
| Mike Stief       | Rotax   |
| Stefan Brägger   | Aprilia |
| Javier Arumi     | Honda   |

## Classe sidecar
In una gara disputata sul bagnato l'equipaggio Egbert Streuer-Geral de Haas ottiene la seconda vittoria stagionale; salgono sul podio anche Michel-Birchall e Kumagaya-Houghton. Ritirati Rolf Biland-Kurt Waltisperg, mentre Steve Webster-Gavin Simmons hanno chiuso solo sesti, a causa di problemi tecnici che li hanno rallentati poco prima del traguardo dopo che erano stati a lungo in terza posizione.
In classifica Webster guida con 116 punti, davanti a Michel a 111, Streuer a 98 e Biland a 84.

### Arrivati al traguardo (posizioni a punti)[5]
| Pos | Pilota             | Passeggero       | Moto        | Tempo     | Punti |
| --- | ------------------ | ---------------- | ----------- | --------- | ----- |
| 1   | Egbert Streuer     | Geral de Haas    | LCR-Yamaha  | 38'36"193 | 20    |
| 2   | Alain Michel       | Simon Birchall   | LCR-Krauser | +26"200   | 17    |
| 3   | Yoshisada Kumagaya | Brian Houghton   | Windle-JPX  | +37"198   | 15    |
| 4   | Paul Güdel         | Charly Güdel     | LCR-Yamaha  | +38"485   | 13    |
| 5   | Steve Abbott       | Shaun Smith      | LCR-Yamaha  | +42"189   | 11    |
| 6   | Steve Webster      | Gavin Simmons    | LCR-Krauser | +50"793   | 10    |
| 7   | Alfred Zurbrügg    | Martin Zurbrügg  | LCR-Krauser | +51"401   | 9     |
| 8   | Markus Egloff      | Urs Egloff       | SMS-Yamaha  | +1'03"352 | 8     |
| 9   | Derek Jones        | Peter Brown      | LCR-Yamaha  |           | 7     |
| 10  | Barry Smith        | David Smith      | Windle-ADM  |           | 6     |
| 11  | Kenny Howles       | Steve Pointer    | LCR-Krauser |           | 5     |
| 12  | Klaus Klaffenböck  | Christian Parzer | LCR-Yamaha  |           | 4     |
| 13  | Fritz Stölzle      | Hubert Stölzle   | LCR-Krauser |           | 3     |
| 14  | René Progin        | Gary Irlam       | LCR-Krauser |           | 2     |
| 15  | Theo van Kempen    | Jan Kuyt         | LCR-Krauser |           | 1     |